# Teatr Letni w Szczecinie

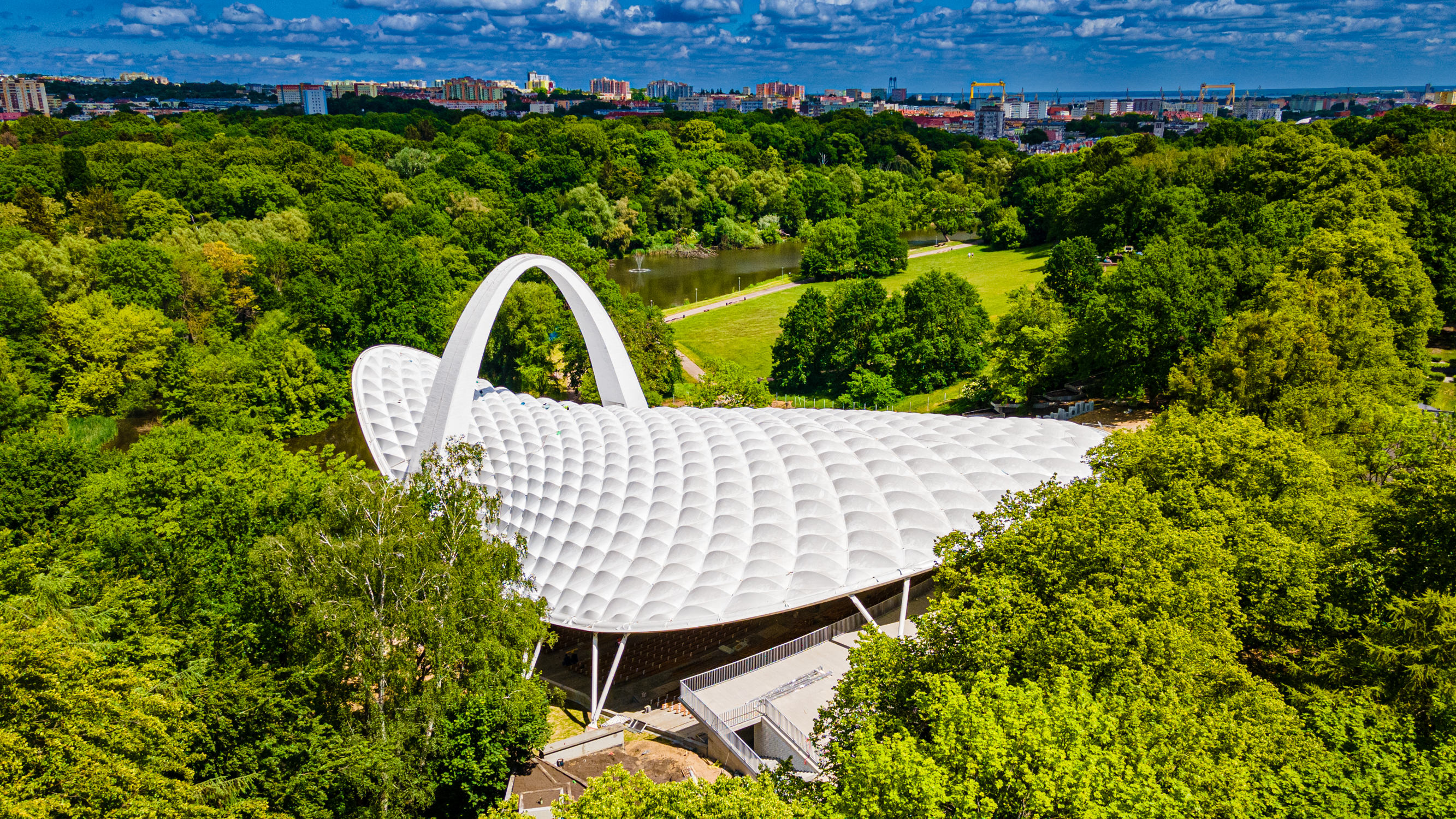
Teatr Letni im. Heleny Majdaniec w Szczecinie (czerwiec 2022)

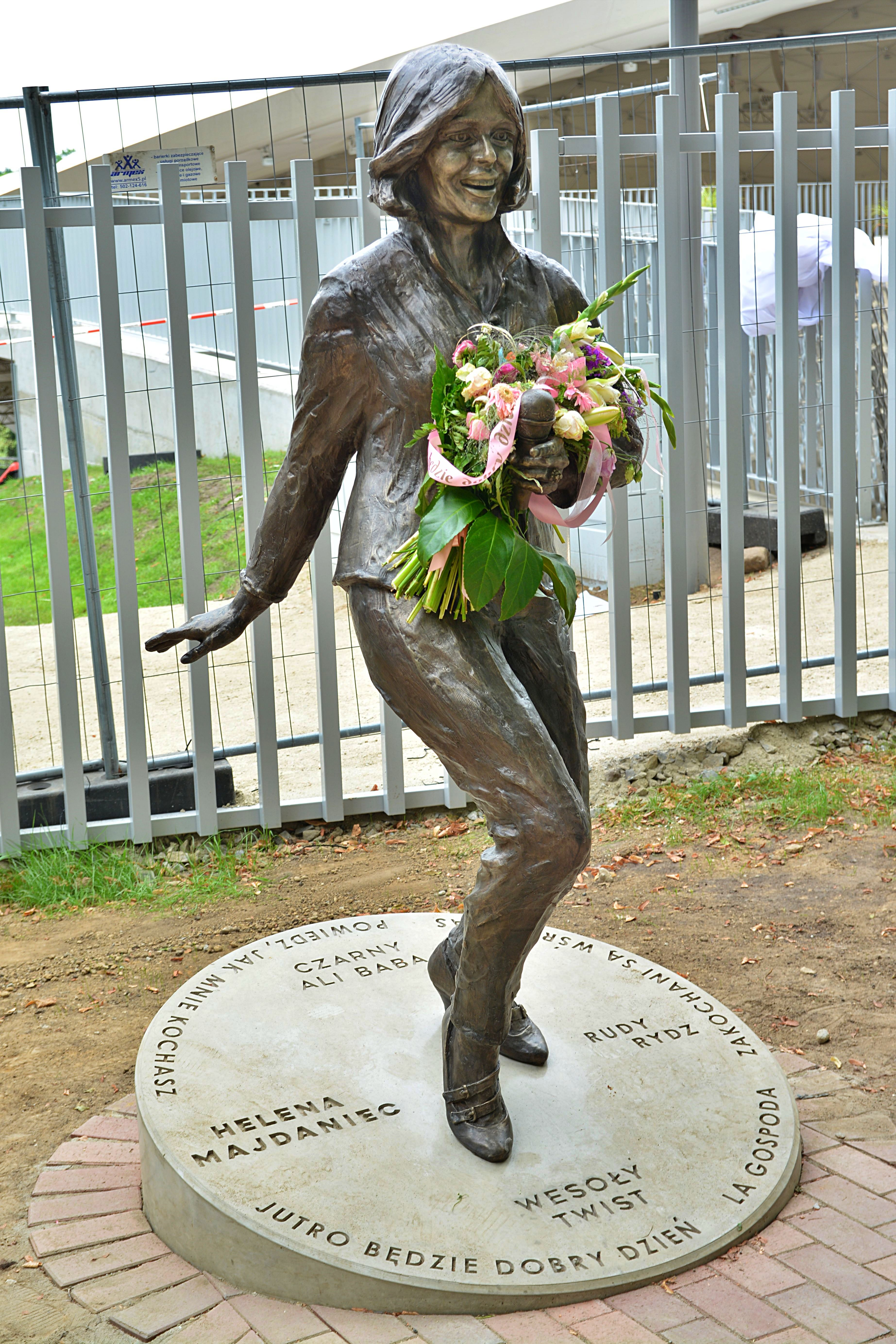
Pomnik Heleny Majdaniec przed Teatrem Letnim w Szczecinie

Teatr Letni w Szczecinie im. Heleny Majdaniec – scena amfiteatralna zlokalizowana pośród drzew w Parku Kasprowicza w Szczecinie, na naturalnej skarpie przy jeziorze Rusałka. Jest miejscem koncertów, uroczystości, imprez i innych wydarzeń lokalnych, a także popularnym celem spacerów.
Teatr Letni w Szczecinie to jeden z największych amfiteatrów w Polsce (ponad 2,7 tys. miejsc siedzących), także największa scena w Szczecinie – o powierzchni 670 m².
10 czerwca 2020 rozpoczęła się gruntowna przebudowa Teatru Letniego. Oficjalne otwarcie obiektu odbyło się 29 lipca 2022. Koszt inwestycji to ponad 33 mln zł brutto. 

## Historia
Quistorp Park (po 1945 – Park Kasprowicza) założono w Szczecinie w roku 1900, na południowym zboczu doliny strumienia Mühlenbach (po 1945 – Osówka). Został nazwany na cześć Johannesa Quistorpa. W latach 30. XX w. zbudowano tu, nad jeziorem Westendsee (obecnie – jezioro Rusałka), pierwszą scenę parkową – drewnianą estradę, obok której znajdowało się kilka rzędów ławek. Pozostali widzowie mogli zajmować miejsca na trawie, na łagodnym stoku dzisiejszej Doliny Niemierzyńskiej. 
W powojennym Szczecinie Park Kasprowicza był przede wszystkim miejscem spacerów, a również koncertów i festynów z okazji świąt państwowych. W latach 1960, 1961 i 1962 organizowano tu Festiwal Młodych Talentów. Dziesięć lat później Towarzystwo Przyjaciół Szczecina podjęło inicjatywę budowy amfiteatru na miarę Opery Leśnej w Sopocie. Powołano Społeczny Komitet Budowy Parku Kultury i Wypoczynku w Szczecinie (przewodniczący Bogusław Fikiel), z Teatrem Letnim w miejscu poniemieckiej estrady. Projekt amfiteatru opracował znany szczeciński architekt – Zbigniew Abrahamowicz. Opracowanie budziło wiele kontrowersji ze względu na materiałochłonność i skomplikowaną konstrukcję, trudne do zaakceptowania w czasach dużych trudności gospodarczych. 
Budowę zrealizowano w dużym stopniu dzięki wielkiemu zaangażowaniu Społecznego Komitetu, datkom ludności Szczecina oraz pomocy fachowców z zakładów pracy, OHP i wojska. Z powodu trudności realizacyjnych zrezygnowano wówczas z budowy zaprojektowanego zadaszenia. Obiekt udekorowano licznymi kaskadami wodnymi (po kilkunastu latach zostały zastąpione kwietnikami), „Ognistymi Ptakami” Władysława Hasiora, rzeźbami Ryszarda Chachulskiego i Stanisława Biżka, mozaiką Piotra Wieczorka. 
Na scenie nowego Teatru Letniego pierwszy wystąpił zespół „Mazowsze” (1976). W czasie występów wszystkie miejsca były zajęte.

## Współczesność

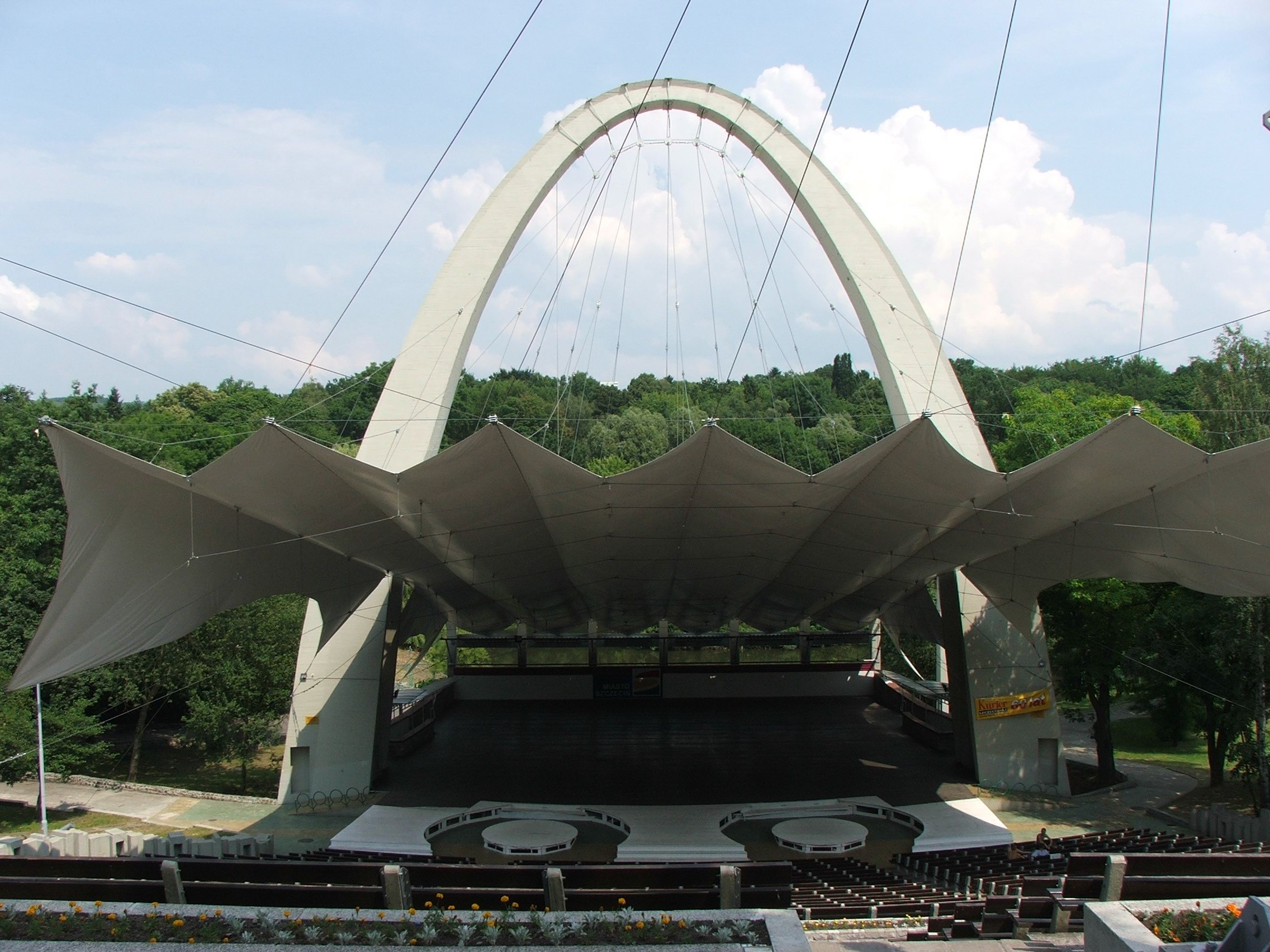
Teatr Letni w roku 2005

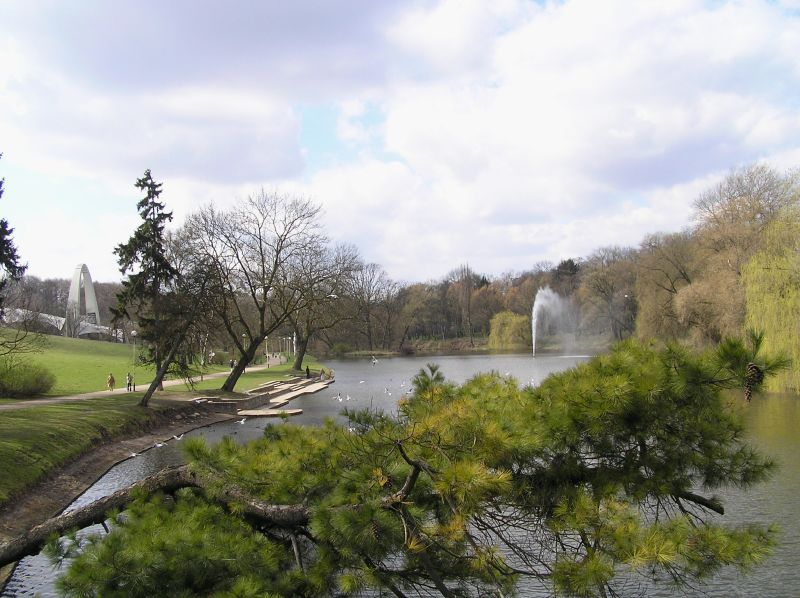
Otoczenie Teatru Letniego

W roku 2000 przeprowadzono remont sceny i zakończono realizację projektu zadaszenia. W kolejnych latach na widowni pojawiły się nowe siedziska, zmodernizowano scenę i zaplecze dla artystów oraz konstrukcję dachu nad sceną i widownią. Iluminacja Teatru zdobyła główną nagrodę w XII edycji konkursu na Najlepiej Oświetloną Gminę i Miasto 2009.
13 czerwca 2012 odbyła się w Teatrze Letnim im. Heleny Majdaniec – z okazji 50-lecia Festiwalu Młodych Talentów – Wielka Gala Polskiej Piosenki, w czasie której współcześni wykonawcy przypomnieli utwory prezentowane pół wieku wcześniej przez Karin Stanek, Helenę Majdaniec, Kasię Sobczyk, Czesława Niemena, Tadeusza Nalepę, Krzysztofa Klenczona. We współczesnym Teatrze Letnim odbywają się też m.in. Turnieje Tenorów i przedstawienia zespołu Opery na Zamku w Szczecinie. W sezonie letnim 2012 ponad 2 tys. widzów wysłuchało tu operetki „Zemsta nietoperza” Johanna Straussa.   
W czerwcu 2020 roku rozpoczęto kompleksową przebudowę Teatru Letniego. Oficjalnie otwarcie obiektu odbyło się 29 lipca 2022 roku. Koszt inwestycji to ponad 33 mln zł brutto. Nadzór nad realizacją sprawował Wydział Inwestycji Miejskich Urzędu Miasta Szczecin. Teatr Letni przebudowała firma Adamietz Sp. z o.o. według projektu biura architektonicznego Flanagan Lawrence z Londynu. 
W dniu otwarcia amfiteatru odbyła się również uroczystość odsłonięcia, zlokalizowanego w pobliżu, pomnika patronki obiektu – Heleny Majdaniec.  Autorką rzeźby jest Dorota Dziekiewicz-Pilich.